# Лучинаско
Лучинаско (італ. Lucinasco, ліг. Luxinasco) — муніципалітет в Італії, у регіоні Лігурія,  провінція Імперія.
Лучинаско розташоване на відстані близько 440 км на північний захід від Рима, 95 км на південний захід від Генуї, 11 км на північний захід від Імперії.
Населення — 270 осіб (2014).
Щорічний фестиваль відбувається 2 вересня. Покровитель — Sant'Antonio.

## Демографія
Населення за роками:

Станом на 1 січня 2023 року в муніципалітеті офіційно проживало 95 іноземців з 12 країн, серед них 15 громадян країн Євросоюзу та 4 громадяни України.

## Сусідні муніципалітети
- Боргомаро
- К'юзаніко
- Кьюзавеккія
- Понтедассіо
- Вазія